# I ♥ OGI
I ♥ OGI（アイ ラブ オギ）は、エフエム佐賀で、毎週木曜日の12時から12時55分に放送されていたラジオ番組。スポンサーは佐賀県小城市で行政広報番組の一面も持つ。

## 概要

### 放送時間
- 木曜日 - 12時～12時55分

### パーソナリティ
- 德丸英器

### 過去の出演者
- 香月誠司（2009年10月 - 2013年3月）
- 本村吉子（2009年10月 - 2010年3月）
- 中川智子（2010年4月 - 2012年3月）
- 吉峯波美子（2012年4月 - 2012年10月）
- 原口みずほ（2012年11月 - 2013年3月）
- 木原沙織（2013年4月 - 2013年6月）
- 渡島博視（2013年7月 - 2014年3月）
- 橋口朋世（2014年4月 - 2017年3月）

## 主なコーナー
- エイキとトモヨの【パクパクおぎ散歩】
  - 小城市内のお店や美味しいものを紹介する食レポのコーナー。
- エイキトモヨの【おぎおぎやってみ隊!】
  - 小城市で活躍する団体やサークルに挑戦してみるコーナー。
- 野副一喜「7days」
  - 野副一喜による徒然語りコーナー。
- おぎレポ
  - 小城市の広報誌「さくら」との連動コーナー
- 【With OGI Now】　
  - 隔月に発行される小城の楽しい情報を発信するフリーペーパー「おぎなう」とのコラボコーナー。
- エイキの【スーダラめぐり～～】
- エイキとトモヨの【でくっかな?】
- おぎゅっと増刊号